# Talladega Springs
Talladega Springs es un pueblo ubicado en el condado de Talladega en el estado estadounidense de Alabama. En el censo de 2000, su población era de 124.

## Demografía
En el 2000 la renta per cápita promedia del hogar era de $ 35.833$, y el ingreso promedio para una familia era de 41.250$. El ingreso per cápita para la localidad era de 29.556$. Los hombres tenían un ingreso per cápita de 36.042$ contra 14.167$ para las mujeres.

## Geografía
Talladega Springs está situado en 33°7′15″N 86°26′43″O / 33.12083, -86.44528 (33.120713, -86.445266).
Según la Oficina del Censo de los EE. UU., la ciudad tiene un área total de 23.94 millas cuadradas (62.01 km²).